# Bernd Pornack
Bernd Pornack (* 17. April 1944) ist ein ehemaliger Tischtennisnationalspieler der DDR. Er wurde DDR-Meister im Doppel und mehrfacher Mannschaftsmeister.

## Nationale Erfolge
Der aus Leipzig stammende Pornack gehörte in den 1960er Jahren zu den besten Spielern der DDR. Mit dem SC Leipzig und dem Nachfolgeverein BSG Lokomotive Leipzig-Mitte gewann er von 1964 bis 1967 viermal in Folge die DDR-Mannschaftsmeisterschaft. Mit dem SC Leipzig erreichte er in der Saison 1964/65 im Europapokal das Endspiel.
Bei den DDR-Meisterschaften war er im Doppel am erfolgreichsten. 1969 gewann er den Titel mit Wolfgang Viebig. Viermal verlor er ein Doppelendspiel: 1965 mit Peter Fähnrich, 1966 mit Siegfried Lemke, 1970 und 1971 mit Wolfgang Viebig. 1969 spielte er beim Verein Lok Leipzig Mitte, 1971 wechselte er zum BSG Automation Cottbus, seit 2004 gehört er dem ESV Forst an.

## International
Pornack wurde 33 mal in die DDR-Nationalmannschaft berufen. 1964 trat er bei der Europameisterschaft an, wo er im Einzel nach einem Sieg über den Russen Gegam Vardanian ins Achtelfinale kam. 1965 und 1967 wurde er für Weltmeisterschaften nominiert.
1976 würdigte das Präsidium des DDR-Tischtennisverbandes DTTV Pornacks Leistungen bei der Entwicklung und Förderung des Tischtennissports und verlieh ihm die Ehrennadel des DTTV.

## Turnierergebnisse
| Verband | Veranstaltung       | Jahr | Ort       | Land | Einzel     | Doppel     | Mixed        | Team |
| ------- | ------------------- | ---- | --------- | ---- | ---------- | ---------- | ------------ | ---- |
| GDR     | Europameisterschaft | 1964 | Malmö     | SWE  | letzte 16  |            |              |      |
| GDR     | Weltmeisterschaft   | 1967 | Stockholm | SWE  | letzte 128 | letzte 128 | keine Teiln. | 11   |
| GDR     | Weltmeisterschaft   | 1965 | Ljubljana | YUG  | letzte 128 | letzte 16  | keine Teiln. | 15   |